# Cyprinella alvarezdelvillari
Cyprinella alvarezdelvillari ist eine Süßwasserfischart aus der Familie der Karpfenfische (Ciprinidae), die im Einzugsgebiet des Río Nazas in Mexiko endemisch ist. Das Artepitheton ehrt den mexikanischen Ichthyologen José Álvarez del Villar (1908–1989).

## Merkmale
Cyprinella alvarezdelvillari erreicht eine maximale Standardlänge von 43,8 mm. Gewöhnlich werden Standardlängen von weniger als 36 mm erreicht, wobei die Männchen mit einer Länge von 25 mm kleiner sind als die Weibchen. Der Augendurchmesser ist größer als die Schnauzenlänge. Männchen sind während der Fortpflanzungszeit am größten Teil des Körpers und an den Flossen mit Warzen bedeckt (Laichausschlag), insbesondere am Kinn, in der Mitte der Rückseite der Brustflosse sowie an der obersten Schuppenreihe des Schwanzstiels. An den Lippen befinden sich kleine Stacheln. Das Maul ist schräg. Das Pflugscharbein ist kurz. Der Körper, einschließlich des Bauches, ist dunkel und besitzt große, spärliche Pigmentzellen, die vor allem bei den ausgewachsenen Männchen deutlich hervortreten. Die Unterseite der geschlechtsreifen Männchen ist rötlich bronzefarben. Die Wangen und der Bereich des Kiemendeckels sind leuchtender. Die Anal- und paarigen Flossen haben weiße Ränder. An der Körpermitte der Weibchen befindet sich ein dunkles Querband, das so breit wie das Auge oder breiter ist.

## Verbreitung
Cyprinella alvarezdelvillari kommt im Ojo La Concha und seiner Mündung sowie 8 km stromabwärts im Quellgebiet des Arroyo del Pehón de Covadonga im Einzugsgebiet des Río Nazas im mexikanischen Bundesstaat Durango vor. 

## Lebensraum
Cyprinella alvarezdelvillari bewohnt offene, fließende Bäche. Im Allgemeinen meidet die Art Betten mit Wasserpflanzen, Teiche und schlammige Gründe. Häufig kann man größere Konzentrationen unterhalb niedriger Wasserfälle beobachten, wo die Gründe aus Kies und Geröll bestehen. Vorherrschende Wasserpflanzengattungen im Lebensraum von Cyprinella alvarezdelvillari sind Polygonum, Bacopa, Eleocharis und Najas. Weiterhin findet man zahlreiche Algen in den Gewässern.

## Lebensweise
Über seine Lebensweise ist kaum etwas bekannt. Sein Lebensraum wird von Warmwasserquellen gespeist, wo Temperaturen von 32 °C und mehr herrschen. Am häufigsten ist die Art in Gewässern zu beobachten, die wärmer als 29 °C sind, während sie in Gewässern, die kälter als 25 °C sind, nicht vorkommt.

## Status
Aufgrund des kleinen Verbreitungsgebietes wird Cyprinella alvarezdelvillari von der IUCN in der Kategorie „vom Aussterben bedroht“ (critically endangered) gelistet.